# Devínska Nová Ves
Devínska Nová Ves (deutsch Theben-Neudorf, ungarisch Dévényújfalu, kroatisch [Devinsko] Novo Selo) ist ein Stadtteil im Nordwesten Bratislavas (Pressburgs) an der March (Morava) nördlich des Thebener Kogels (slowakisch Devínska Kobyla) gelegen. Die March bildet hier die Grenze zu den niederösterreichischen Gemeinden Marchegg und Engelhartstetten im Bezirk Gänserndorf. Nachbarstadtteile sind Záhorská Bystrica im Norden und Nordosten, Lamač im Osten, Dúbravka im Südosten und Devín im Süden.

## Beschreibung und Geschichte

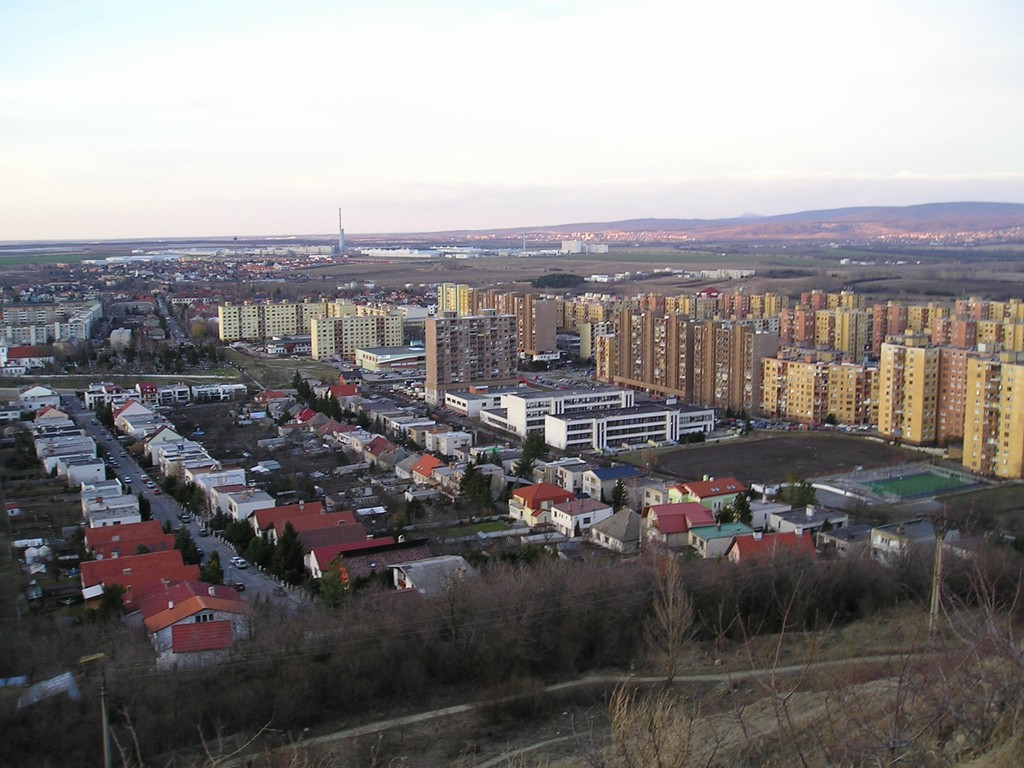
Blick auf den Stadtteil Devínska Nová Ves.

Der Ort ist eine bedeutende paläoanthropologische Fundstätte. So kamen im Gebiet des heutigen Bratislava 1957 in diesem Stadtteil 7 Skelette des Primaten (Epi)Pliopithecus vindobonensis zum Vorschein. Diese wurden auf ein Alter von 25 bis 15 Millionen Jahren datiert. Jüngeren Datums (14–10 Mio. Jahre vor heute) sind die Zahnfunde eines Griphopithecus suessi (früher als Dryopithecus darwini oder Sivapithecus darwini bezeichnet), welche im gleichen Gebiet schon im Jahre 1902 entdeckt worden waren. Eine wichtige Fundstätte für Fossilien ist der Sandberg am Westhang des Devínska Kobyla.
Arbeitswerkzeuge des Neandertalers aus der Altsteinzeit wurden hier entdeckt, außerdem gab es hier nachgewiesene Siedlungen im Neolithikum, Äneolithikum, in der Bronzezeit, Hallstattzeit, La-Tène-Zeit, römischen Zeit, eine von mehreren Siedlungen/Wallburgen umgebene großmährische Wallburg und frühe slowakische Siedlungen. Zudem wurden Grabstätten aus der Jungbronzezeit, Völkerwanderungszeit, eine riesige slawisch-awarische und awarische Grabstätte aus dem 7. Jahrhundert (sie ist u. a. für die Beschreibung der Verhältnisse zu Beginn des Reichs des Samo wichtig) und eine großmährische Grabstätte entdeckt.
Der Ort hieß zunächst einfach nur Neudorf (mit Entsprechungen im Slowakischen und Ungarischen) und wurde in dieser Form 1451 (nach anderen Quellen erst 1553) zum ersten Mal erwähnt. Er war der Burg Theben tributpflichtig.
In den 1530er Jahren siedelten sich hier vor den Türken Zuflucht suchende Kroaten an und waren lange Zeit die Hauptbevölkerung des Dorfes. Seit dem 16. Jahrhundert hieß die Gemeinde Kroatisch-Neudorf (mit Entsprechungen im Slowakischen und Ungarischen).
Obwohl der offizielle Name bereits im 18. Jahrhundert Nowa Wass / Dévén-Uj-Falu / Theeben-Neudorf lautete, blieb der Anteil der kroatischstämmiger Einwohner hoch. Sie waren vor allem in der Landwirtschaft tätig. 1910 gab es im Ort 2817 Einwohner, von denen 1164 kroatisch, 917 slowakisch, 365 ungarisch und 201 deutsch als ihre Mutter- bzw. am häufigsten verwendete Sprache angaben.
Seit dem 1. Januar 1972 gehört die bis dahin selbstständige Gemeinde als Stadtteil zur Stadt Bratislava (Pressburg). Heute befindet sich hier die für die slowakische Wirtschaft äußerst wichtige Volkswagen-Fabrik.

### Amoklauf am 30. August 2010
Siehe Hauptartikel Amoklauf in Devínska Nová Ves

## Bevölkerung
Nach der Volkszählung 2011 wohnten im Stadtteil Devínska Nová Ves 15.612 Einwohner, davon 14.448 Slowaken, 293 Magyaren, 218 Tschechen, 67 Kroaten, 28 Mährer, 29 Deutsche, 21 Russinen, 20 Polen, 17 Ukrainer, 13 Bulgaren, 11 Russen, acht Roma, fünf Juden und drei Serben. 70 Einwohner gaben eine andere Ethnie an und 361 Einwohner machten keine Angabe zur Ethnie.
8178 Einwohner bekannten sich zur römisch-katholischen Kirche, 615 Einwohner zur Evangelischen Kirche A. B., 134 Einwohner zur griechisch-katholischen Kirche, 79 Einwohner zu den Zeugen Jehovas, 65 Einwohner zur orthodoxen Kirche, 52 Einwohner zu den christlichen Gemeinden, 48 Einwohner zur reformierten Kirche, 33 Einwohner zur apostolischen Kirche, 25 Einwohner zur evangelisch-methodistischen Kirche, 21 Einwohner zu den Baptisten, 17 Einwohner zu den Brethren, jeweils 14 Einwohner zur Bahai-Religion, zu den Mormonen und zu den Siebenten-Tags-Adventisten, 12 Einwohner zur jüdischen Gemeinde, jeweils neun Einwohner zur altkatholischen Kirche und tschechoslowakischen hussitischen Kirche und fünf Einwohner zur neuapostolischen Kirche. 236 Einwohner bekannten sich zu einer anderen Konfession, 4906 Einwohner waren konfessionslos und bei 1126 Einwohnern wurde die Konfession nicht ermittelt.

## Verkehr
Im Bahnhof des Ortes mündet die aus Marchegg in Österreich kommende Bahnverbindung aus Wien (Marchegger Ostbahn mit Brücke über die March) nach Bratislava in die aus dem Norden kommende Hauptstrecke von Prag nach Bratislava (Bahnstrecke Devínska Nová Ves–Skalica na Slovensku). Bis Ende 2007 war der Bahnhof daher Grenzstation Richtung Österreich; seither bestehen hier keine Grenzkontrollen mehr.

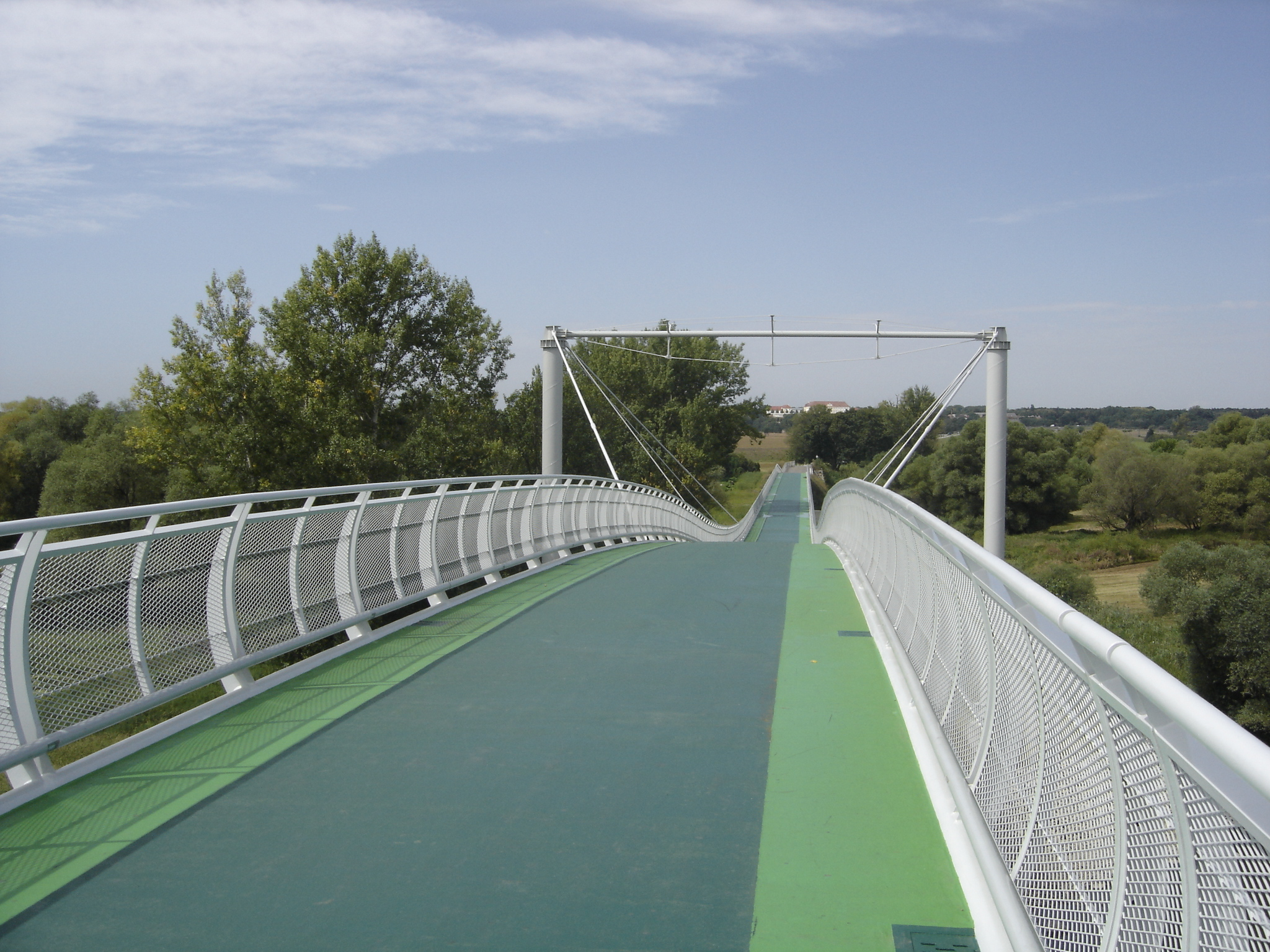
Fahrradbrücke der Freiheit über die March

Fahrradbrücke der Freiheit: Im September 2012 wurde eine Brücke für Fußgänger und Radfahrer über die March zwischen dem Ort und Schloss Hof eröffnet. Das Projekt hat mediale Aufmerksamkeit durch eine Internetabstimmung in der Slowakei erreicht, bei der sich in den ersten Tagen die Mehrheit der Teilnehmer für eine Benennung der Brücke nach dem Schauspieler Chuck Norris ausgesprochen hat.

## Persönlichkeiten
- Simon Knéfacz (1752–1819), burgenlandkroatischer Schriftsteller
- Peter Pišťanek (1960–2015), slowakischer Autor
- Rudolf Sloboda, slowakischer Schriftsteller
- Martin Leidenfrost (* 1972), österreichischer Schriftsteller

## Stadtteilgliederung
Der Stadtteil gliedert sich in folgende Viertel:
- Devínske Jazero (deutsch Thebensee)
- Kostolné
- Podhorské
- Paulinské
- Sídlisko Stred
- Vápenka